# ポール・ジョーンズ (ボクサー)
ポール・ジョーンズ（Paul Jones、1966年11月19日 - ）は、イギリスの男性プロボクサー。イングランド・サウス・ヨークシャー州シェフィールド出身。元WBO世界スーパーウェルター級王者。
イギリス人として初めてスーパーウェルター級世界王者となった。

## 来歴
1986年12月8日、プロデビュー。
1995年11月22日、WBO世界スーパーウェルター級王者バーノ・フィリップス（ アメリカ）に挑戦し、2-0の判定勝ちで王座を獲得した。
1996年2月、王座を剥奪された。
2001年3月3日、IBO世界スーパーミドル級王者エイドリアン・ドッドソン（イングランド）に挑戦し、3回KO負けで王座獲得ならず。
2002年5月10日の試合を最後に引退した。

## 獲得タイトル
- 第3代WBO世界スーパーウェルター級王座（防衛0）